# Metalopha kashmirensis
Metalopha kashmirensis är en fjärilsart som beskrevs av George Francis Hampson 1894. Metalopha kashmirensis ingår i släktet Metalopha och familjen nattflyn. Inga underarter finns listade i Catalogue of Life.